# Oxalis mucronulata
Oxalis mucronulata är en harsyreväxtart som beskrevs av Norlind. Oxalis mucronulata ingår i släktet oxalisar, och familjen harsyreväxter. Inga underarter finns listade i Catalogue of Life.